# Droga wojewódzka 339
Die Droga wojewódzka 339 (DW 339) ist eine 29 Kilometer lange Droga wojewódzka (Woiwodschaftsstraße) in der polnischen Woiwodschaft Niederschlesien, die die Droga krajowa 5 in Żmigród mit der Droga wojewódzka 338 in Wołów verbindet. Die Strecke liegt im Powiat Trzebnicki und im Powiat Wołowski.

## Streckenverlauf
Woiwodschaft Niederschlesien, Powiat Trzebnicki
-  Żmigród (Trachenberg) (S 5, DK 5, DW 439)
- Kliszkowice (Groß Glieschwitz)
- Piotrkowice (Groß Peterwitz)
-  Strupina (Stroppen) (DW 342)

Woiwodschaft Niederschlesien, Powiat Wołowski
- Straża
- Warzęgowo (Wersingawe, Hohenau)
- Pełczyn (Polgsen)
- Straszowice
-  Wołów (Wohlau) (DW 338, DW 340)